# 金山直樹
金山 直樹（かなやま なおき、1954年 - ）は、日本の法学者。専門は民法。学位は、博士（法学）（京都大学・論文博士・1996年）。姫路獨協大学法学部助教授、同教授、法政大学法学部教授を経て、慶應義塾大学法科大学院教授。父親は同志社大学教授だった金山正信（民法）。大阪府出身。

## 経歴
- 1977年 同志社大学法学部卒業
- 1981年 同大学院法学研究科博士前期課程修了
- 1982年 ノックス・カレッジ（アメリカ、イリノイ州）卒業 (BA)
- 1984年 京都大学大学院法学研究科博士後期課程単位取得退学
- 1987年 パリ第1大学博士課程私法専攻
- 1996年 博士（法学）（京都大学）（学位論文「時効理論展開の軌跡―民法学における伝統と変革」）

## 職歴
- 1984年 4月～1985年3月 京都大学法学部助手
- 1985年 4月～1985年9月 日本学術振興会奨励研究員
- 1985年10月～1988年9月 財団法人比較法研究センター研究員
- 1988年10月～1996年3月 姫路独協大学法学部助教授
- 1996年 4月～1997年3月 姫路独協大学法学部教授
- 1997年 4月～2002年3月 法政大学法学部教授
- 2002年4月～2003年3月 慶應義塾大学法科大学院準備室教授
- 2004年4月～現在 慶應義塾法科大学院教授

## 人物
- 現在、慶應義塾大学法学部と早稲田大学法学部でゼミを持つ

## 主著
- 時効理論展開の軌跡―民法学における伝統と変革（信山社、1994年）
- 法における歴史と解釈（法政大学現代法研究所、2003年）
- 時効における理論と解釈（有斐閣、2009年）